# Car-napping – bestellt – geklaut – geliefert
car-napping bestellt – geklaut – geliefert ist eine deutsche Kriminalkomödie aus dem Jahr 1980.

## Handlung
Als der Designer Robert Mehring aus einem längeren Urlaub an seinen Arbeitsplatz zurückkehren will, stellt er völlig überrascht fest, dass die Firma, für die er bislang gearbeitet hat, nicht mehr existiert. Der Eigentümer des Unternehmens, Benninger, hat die Firma heimlich liquidiert und sich mit Mehrings Entwürfen ins Ausland abgesetzt. Mehring spürt Benninger an der Côte d’Azur auf und stellt ihn zur Rede – allerdings erfolglos.
Kurz darauf stellt Mehring fest, dass sein Porsche 911 gestohlen worden ist, mitsamt allen seinen Papieren. Der örtliche Polizeichef macht ihm deutlich, dass Robert von der Polizei keine Hilfe erwarten kann. Zufällig entdeckt Robert Mehring im Straßenverkehr sein Auto und stellt die Diebe, die Italiener Carlo und Mario, als sie den Wagen gerade an einen Händler verkaufen wollen. Er verrät die beiden Autoknacker jedoch nicht. Zum Dank bieten sie ihm an, mit ihm zusammenzuarbeiten. Mehring lehnt zunächst ab, erfährt dann jedoch, dass sein Ex-Chef Benninger in Paris ein Autohaus besitzt, in dem 40 Porsche stehen. Um sich an Benninger zu rächen, geht Robert auf das Angebot von Carlo und Mario ein und entwendet mit ihnen und weiteren Kumpanen in einer Nacht-und-Nebel-Aktion alle 40 Autos und verkauft sie.
Er wird zum Kopf der Bande, zu der bald auch der ebenfalls von Benninger geprellte (und nun für falsche Ausweispapiere zuständige) Drucker Herrmann Aichinger gehört, und klaut Luxusautos auf Bestellung. Das „Geschäft“ läuft hervorragend, bis Robert erpresst wird und sich in die Anwältin Claudia Klessing verliebt. Er will nun aussteigen, doch ausgerechnet nach dem letzten Coup in Salzburg wird Robert Mehring von der Polizei geschnappt. Dank der Hilfe von Claudia und Herrmann gelingt ihm jedoch die Flucht aus dem Untersuchungsgefängnis.

## Rezeption
„Charmante Gentleman-Gaunerkomödie.“

„Eine eher anspruchslose, aber aufwendige Gaunerkomödie, die sich durch ihre überwiegend witzige und gefällige Machart vom Großteil hiesiger Komödienprodukte unterscheidet.
“

## Hintergrund
- Nach Angaben des Verleihs wurden im Film 116 Luxusautos verwendet. Die vielen in Szene gesetzten Sportwagen und Luxuslimousinen verhalfen dem Film in den 1980er Jahren, in denen er relativ häufig im deutschen Fernsehen zu sehen war, unter Autofans zu einem gewissen Kultstatus.
- Im Film klaut Mario einen Sportwagen mit Flügeltüren, obwohl Robert Mehring ihm davon abgeraten hat, da es sich um ein Einzelstück handelt; er (Robert) hat ihn nämlich entworfen. Bei dem Wagen handelt es sich um den 1978 tatsächlich als Einzelstück gebauten CW 311. Einer der beiden Entwickler des CW 311 heißt Rainer Buchmann: In Anspielung darauf gehört der Wagen im Film, wie eine Überprüfung durch Grenzbeamten ergibt, einem Dr. Buchbinder – und als dieser gibt Robert Mehring sich bei der Kontrolle aus.
- Der Schauspieler Bernd Stephan, selbst auch ein bekannter Synchronsprecher, wurde in der deutschen Fassung von Norbert Langer synchronisiert, da er mit der Münchner Lach- und Schießgesellschaft auf Tournee war.
- Im französischsprachigen Ausland lief der Film unter dem Titel Le Cerveau du super-gang (dt. Das Gehirn der Super-Bande).
- Der Film basiert auf der wahren Geschichte von Harry König, der in den 60/70er Jahren der „König“ der Autodiebe genannt wurde. 1968 stahl er mit seinen Komplizen 60 Porsche aus einem Pariser Autohaus.[2]

## Synchronisation
| Rolle                               | Schauspieler      | Synchronsprecher         |
| ----------------------------------- | ----------------- | ------------------------ |
| Carlo, Autodieb                     | Peter Kuhnert     | Friedrich Georg Beckhaus |
| Claudia Klessing                    | Anny Duperey      | Ursula Heyer             |
| Geschäftsmann Benninger             | Adrian Hoven      | Wolfgang Völz            |
| M. Laroux, Polizist                 | Eddie Constantine | Heinz Petruo             |
| M. Thibaut, Second-Hand-Autohändler | Michel Galabru    | Klaus Miedel             |
| Polizei-Präsident von Palermo       | Adolfo Celi       | Joachim Cadenbach        |
| Privatdetektiv                      | Dieter Augustin   | Wolfgang Völz            |
| Robert Mehring                      | Bernd Stephan     | Norbert Langer           |